# Los Arquitos
Los Arquitos es una localidad del estado mexicano de Aguascalientes. Es parte del municipio de Jesús María.

## Demografía
| Gráfica de evolución demográfica |
|                                  |

| Censo | Población |
| ----- | --------- |
| 1930  | 100       |
| 1940  | 127       |
| 1950  | 111       |
| 1960  | 172       |
| 1970  | 213       |
| 1980  | 336       |
| 1990  | 555       |
| 2000  | 866       |
| 2010  | 1 120     |
| 2020  | 1 214     |